# Dendrobium gratiosissimum
Dendrobium gratiosissimum är en orkidéart som beskrevs av Heinrich Gustav Reichenbach. Dendrobium gratiosissimum ingår i släktet Dendrobium, och familjen orkidéer. Inga underarter finns listade i Catalogue of Life.

## Bildgalleri

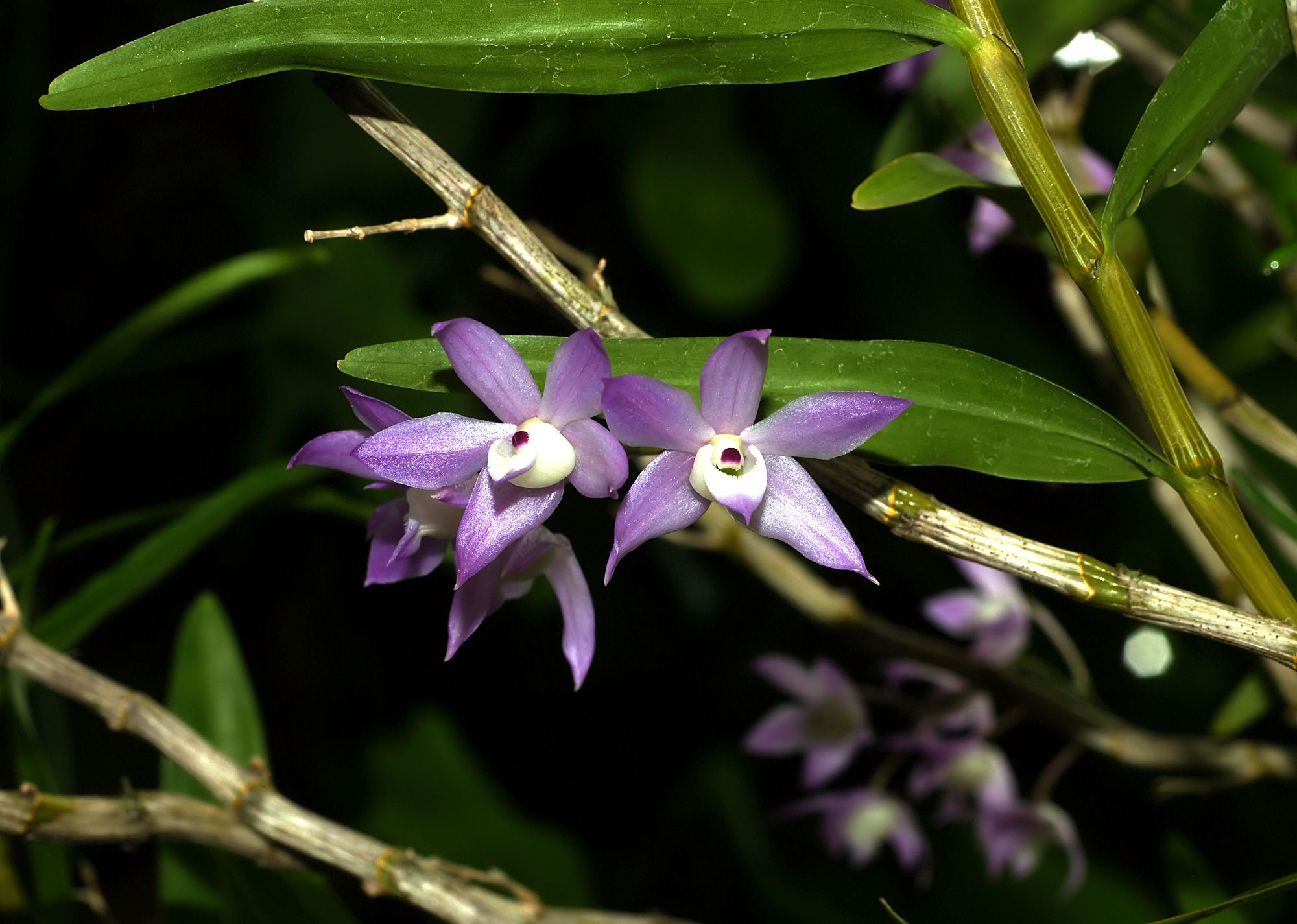
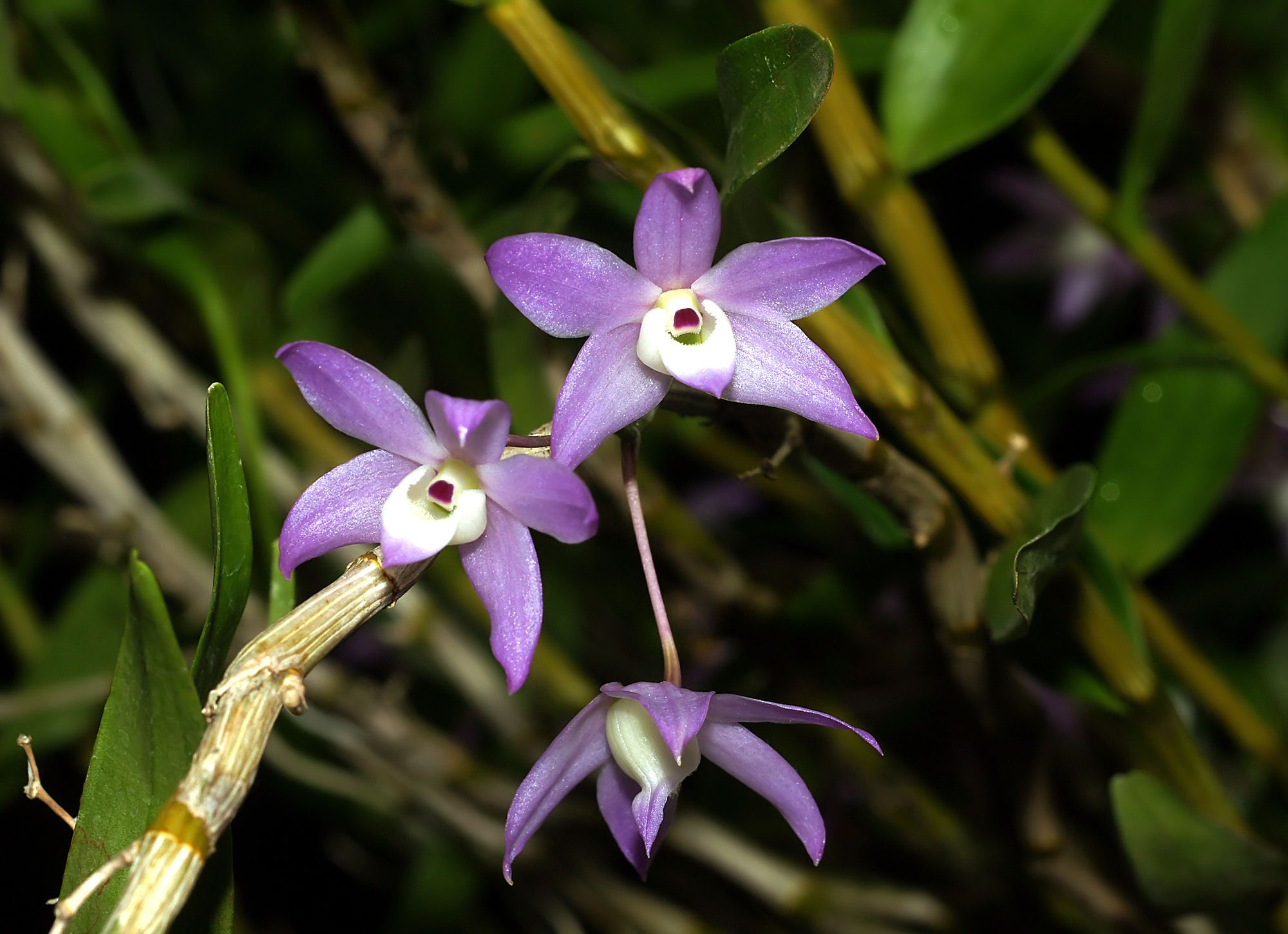
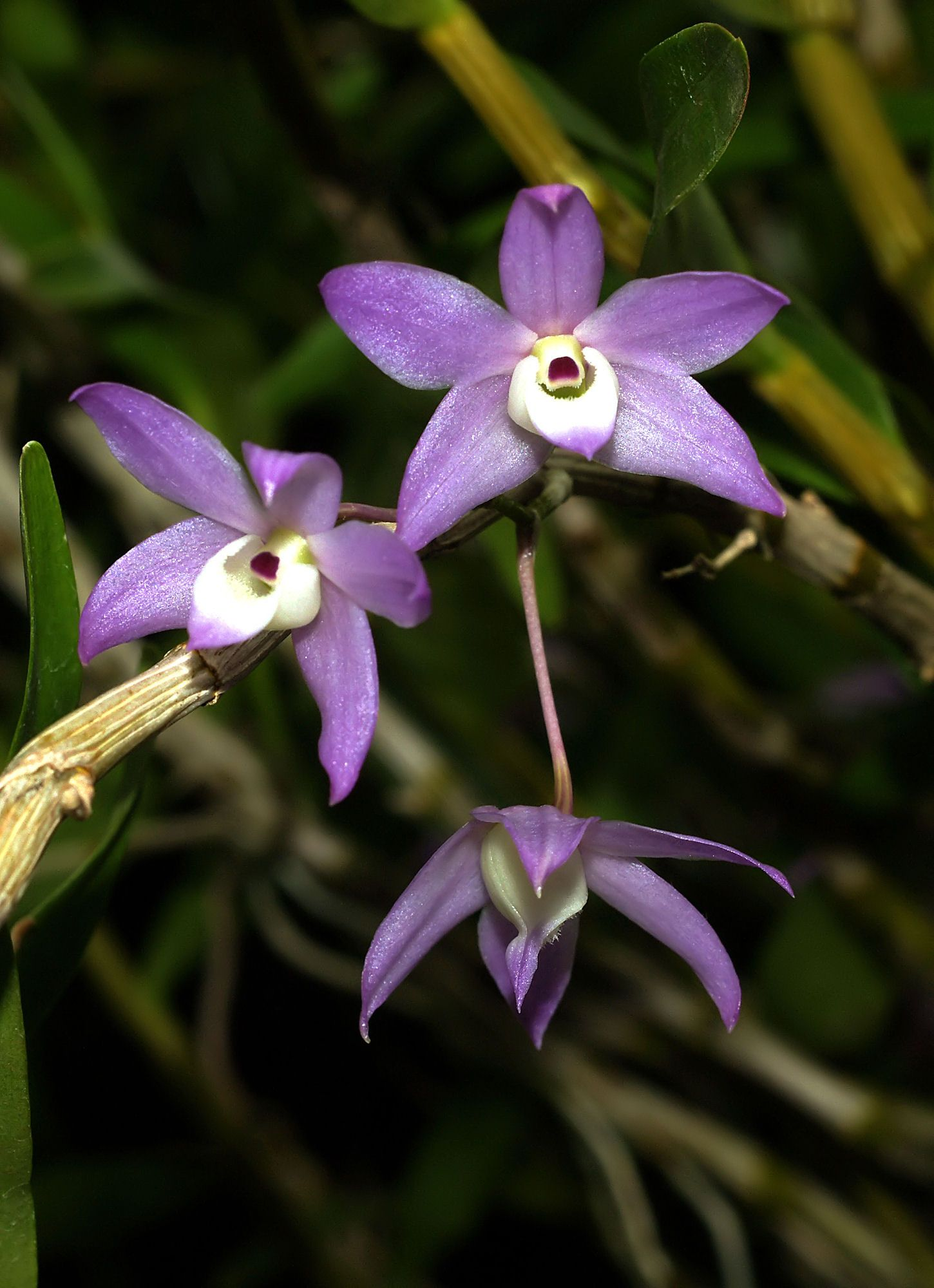
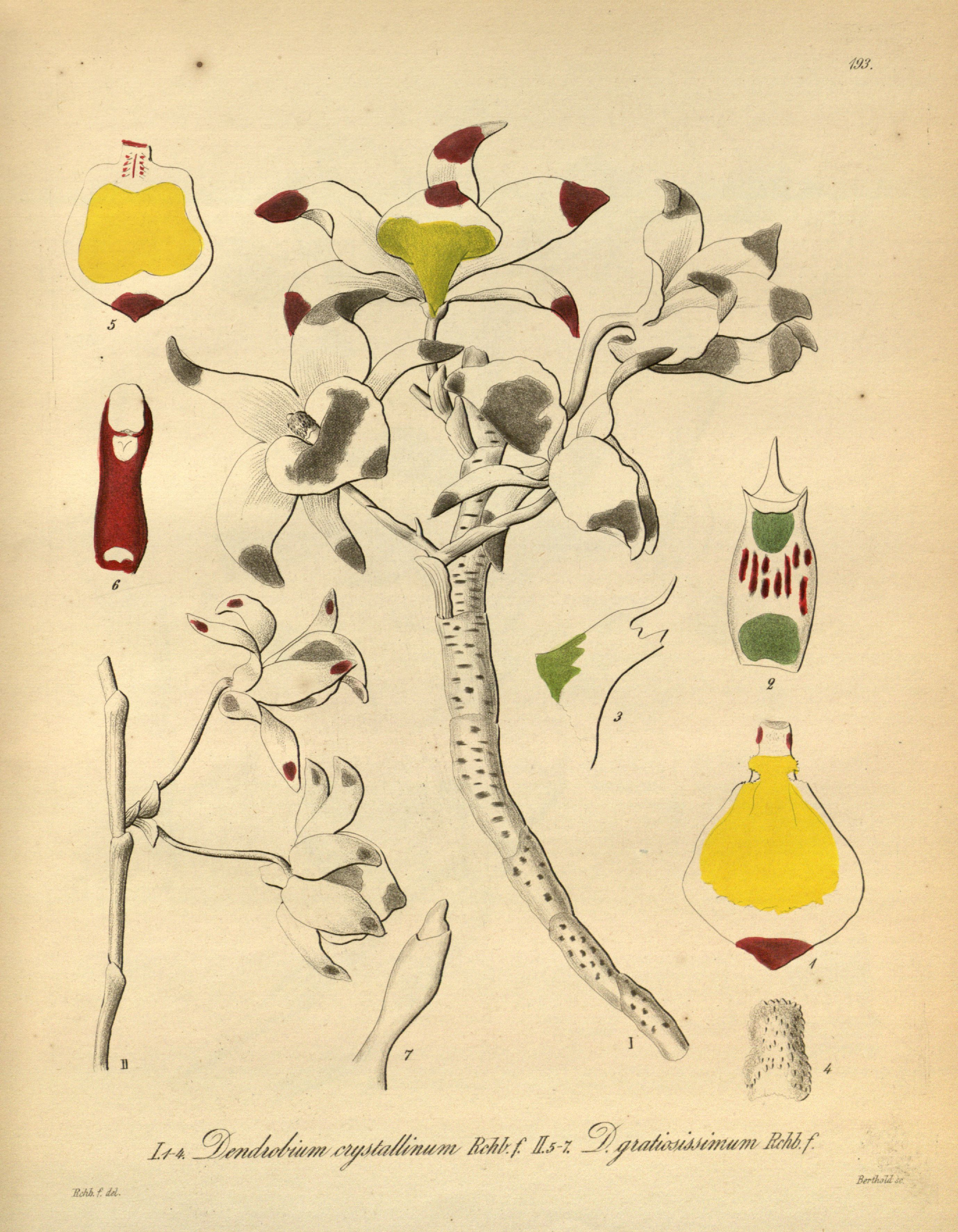
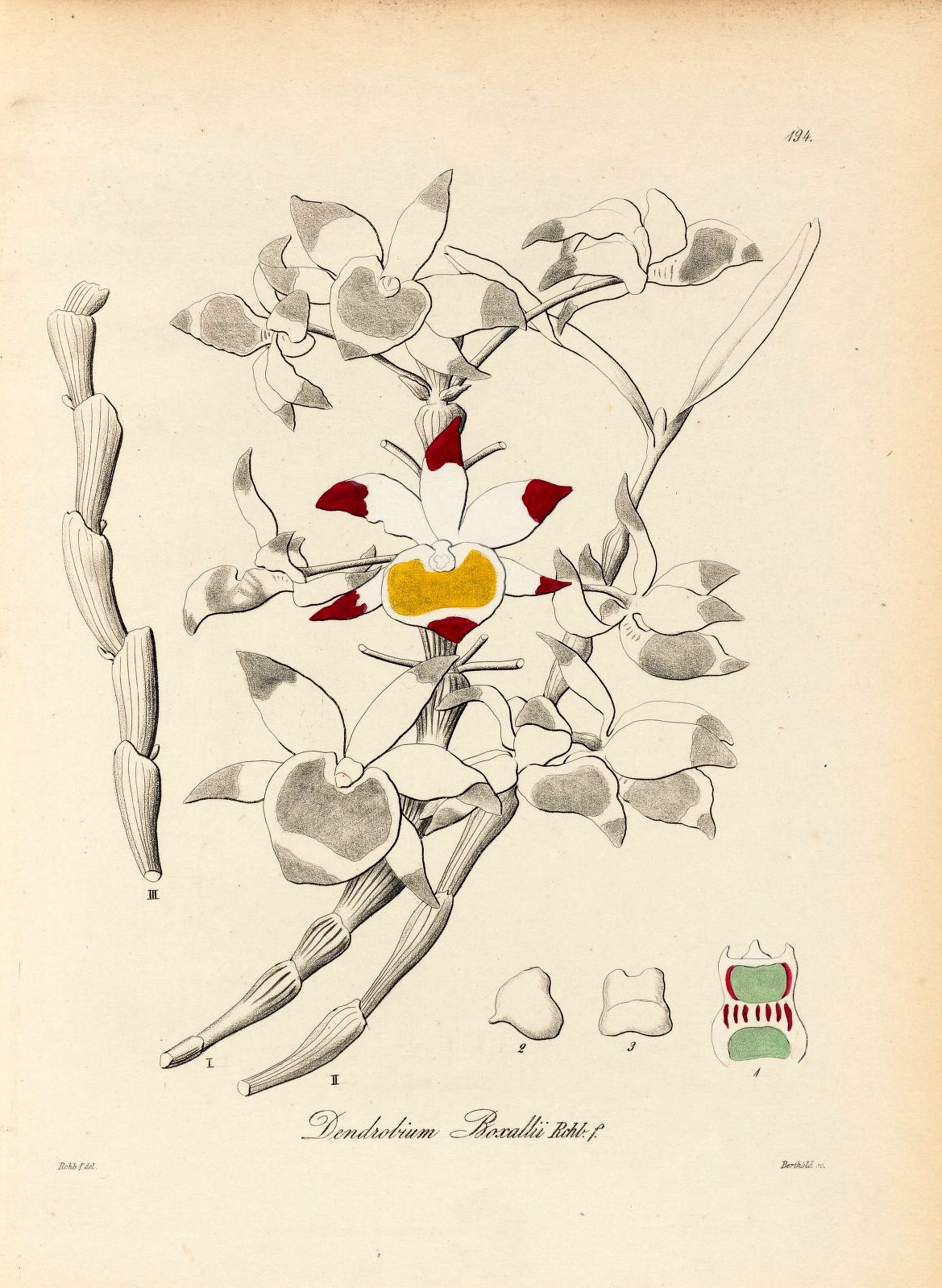